# Senyal de la creu

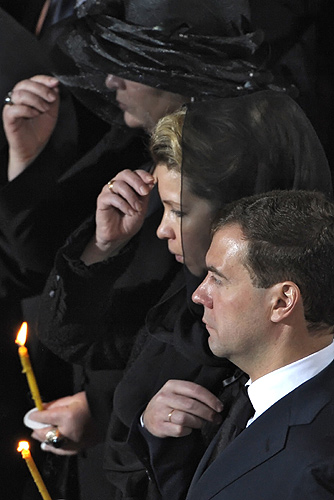
Persones fent el senyal de la creu

El  senyal de la creu  és un gest ritual sacramental utilitzat per catòlics i altres cristians amb diversos propòsits: Com a inici i tancament de les seves oracions i actes religiosos, fórmula d'invocació de la divinitat, salutació a imatges i llocs considerats sants, senyal de benedicció sobre persones o coses i per conjurar de la hipotètica presència del mal en una situació, idea o lloc. El senyal de la creu és també emprat com a gest màgic en diverses expressions de sincretisme religiós influenciades pel catolicisme.
Persignar seria un costum cristià que es remunta al segle iii o almenys el VI. El sentit original del senyal seria, per als prosèlits, manifestar la seva fe en què Crist els va redimir en ser executat pels romans a la creu. Des del punt de vista de la cinèsica es pot considerar un "gest emblemàtic" pel seu contingut simbòlic convencional.

## El gest

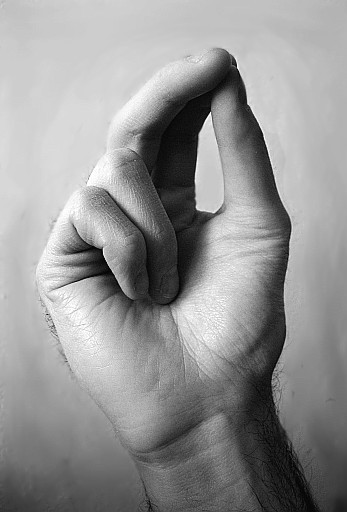
Posició dels dits mentre fa el senyal de la creu de la manera romana d'Orient.

El gest de fer el senyal de la creu consisteix a dibuixar una creu imaginària amb la punta de dos o tres dits d'una mà. Consta de dos moviments: el primer es realitza de dalt a baix i el segon d'esquerra a dreta (catòlics) o de dreta a esquerra (ortodoxos). L'acte és conegut com a "senya", si es fa sobre una persona, i "beneir", si és sobre algú o en una direcció vaga.
Quan l'acció correspon a un ritual o gest espontani destinat a curar la malaltia o conjurar els problemes d'un tercer se l'anomena "senya".
Pot fer-se en silenci o acompanyat d'una fórmula verbal d'oració, el text es compon de versos de mètrica dominada per l'accent rítmic (Vegeu el text de l'oració més avall).
Habitualment el prosèlit se senya a si mateix, tocant parts del seu cos que correspondrien als extrems de l'esmentada creu imaginària. Quan aquesta operació es realitza en sèries repetitives, s'entén popularment que la persona sent penediment de les seves accions passades o tracta d'invocar protecció divina sobre si.
El mateix gest serial és, en les formes lúdiques o narratives de comunicació, un signe convencional de problemes interiors, preocupació davant successos imminents o expressió de sentiment d'escàndol moral per les conductes alienes.

## Aspersions
Els sacerdots i xamans solen realitzar aquest gest ritual sostenint un recipient de líquid, obert o foradat, a la mà activa. S'entén que sobre la cosa, lloc o persona que esquitxa el líquid es farà efectiva la protecció invocada.
En el cas dels sacerdots catòlics i ortodoxos aquesta aspersió es realitza amb aigua beneïda, és a dir aigua sobre la qual s'ha pregat i fet el senyal de la creu un cop l'any: la mitjanit del dissabte de la setmana del primer pleniluni de primavera a l'hemisferi nord, o "Dissabte Sant".
Els xamans o iniciats d'expressions sincrètiques usen a més begudes alcohòliques, les quals de vegades es vessen fent el senyal sobre la terra, com ofrena als morts o sol·licitud de prosperitat.
Per exemple, a la comunitat quítxua de Potosí, Bolívia, es realitza una mena de bateig domèstic mitjançant aspersions d'aigua salada sobre un nounat.
El ritu també es realitza escampant terra, sal, querosè o carbó.

## Forma curta (Senyar)
Hi ha dues fórmules amb què els prosèlits fan el senyal de la creu, una d'abreujada i una altra d'estesa. A la fórmula curta, els creients fan una enumeració dels components de la Trinitat, que d'acord amb els seus dogmes constituiria un desglossament de la Divinitat en tres diferents "persones" o advocacions:
| « | En el nom del Pare, I del Fill I de l'Esperit Sant. Amén". | » |

Que en llatí es diu:
| « | In nomine Patris, et Filii, et Spiritus Sancti. Amen. | » |

L'Amén, "així sigui", tanca reafirmant el conjunt de les declaracions precedents.

En moltes ocasions aquest contingut semàntic, invocat i taxonòmic alhora, no és el missatge principal del gest. 

Els catòlics, en persignar-se, es van tocant les següents parts corporals:
- A la síl·laba "pa" de la paraula "Pare", el front;
- En la síl·laba "fill" de la paraula "Fill", el ventre;
- En les síl·labes "it" i "Sant" de "Esperit" i "Sant", ambdues espatlles.

És a dir, excepte per la síl·laba "nom" de l'inici, es realitza un tocament per cada accent prosòdic de l'oració.
Al pronunciar-se "amén" se sol besar, a la mà activa, la unió del polze i la primera conjuntura del dit índex, però s'ha de posar el palmell de la mà activa en el pit.

## Forma llarga (persignar-se)
En la versió ampliada, usada per exemple en el rosari mexicà i la proclamació de l'Evangeli segons Sant Joan, la fórmula verbal és:
| « | Pel senyal de la santa creu Dels nostres enemics Deslliureu-nos, Senyor, Déu nostre. En el nom del Pare I del Fill I de l'Esperit Sant. Amén. | » |

Que en llatí és:
| « | Per signum Sanctæ Crucis de inimicis nostris libera nos, Domini Deus noster. In nomine Patris, et Filii, et Spiritus Sancti . Amen. | » |

Els prosèlits, en persignar-se usant aquesta fórmula, dibuixen imaginàriament tres creus petites, que corresponen als primers tres primers versos:
- La primera creu sobre el front (Pel senyal de la Santa Creu);
- La segona sobre la boca (dels nostres enemics);
- La tercera al centre del pit (deslliureu-nos, Senyor, Déu nostre).

Els moviments de la mà tracten de seguir el ritme dactílic dels accents d'aquests tres primers versos.
S'entén aquest acte com una manifestació de bones intencions, i invocació de l'acció de la divinitat, amb la finalitat de mantenir lliure de:
- Mals pensament (simbòlicament, el front);
- Males paraules (la boca);
- Mals sentiments (el cor).

La fórmula llarga conclou en expressar els últims 3 versos i l'"a més", amb la mateixa manera i passos per a la fórmula curta.
Normalment la recitació s'efectua en dos tempos diferents. Els primers 3 versos en un ritme ràpid, els 3 últims més lent.